# ウォルター・ピストン
ウォルター・ピストン（Walter (Hamor) Piston (Jr.)、1894年1月20日 - 1976年11月12日）は、アメリカ合衆国の作曲家、音楽教師。

## 生涯
メイン州ロックランド出身。祖父はジェノヴァ出身の航海士で元の名をアントニオ・ピストーネといい、アメリカに移民したのを機に、英語風にアンソニー・ピストンと名を改めた。1905年に父ウォルター・ピストン・シニアは、家族連れでボストンに移住した。後の作曲家であるウォルター・ジュニア（以下ピストン）は、ボストンの工業高等学校に進学してエンジニア教育を受けるが、やがて芸術を志すようになり、1912年にそこを卒業してから、マサチューセッツ芸術大学に進み、美術を専攻しながら、建築デザインやアメリカ史を修めた。同窓生キャスリン・ネイソンとは、後にユニテリアン派教会で結婚式を挙げている。
ピストンは弟エドワードと共に、（ヴァージル・トムソンと同じく）ハリス・ショーにピアノを学んだことがあったため、1910年代には、ダンスバンドでピアノやヴァイオリンを弾いて自活し、1920年代にはジョルジュ・ロンジー率いる楽団でヴァイオリン奏者を務めたことがある。ピストンは旧師ハリス・ショーの援助で1920年にハーヴァード大学に進学し、アーチボルド・デイヴィソンに対位法を、カノンとフーガをクリフォード・ヘイルマンに、作曲と音楽史をエドワード・バーリンガム・ヒルに師事し、エドワード・バランタインの和声法上級クラスを履修した。やがて同大学の助手を務めながら教壇に立ち、学生オーケストラを指揮するようになる。また、そのころ海軍の軍楽隊に加わり、さらに多くの楽器の演奏を身につけた。ピストンは米国海軍将校の地位を望んでいたが、軍隊では音楽家として重用されるにとどまった。
ハーヴァード大学を最優等で卒業して程なく、ピストンはジョン・ノウルズ・ペイン記念研究旅行奨学金が授与され、数年間の留学費用として例年1500ドルを授与されることとなった。ピストンはフランス留学を選び、1924年から1926年までパリに滞在した。エコールノルマル音楽院に入学し、ヴァイオリンをジョルジュ・エネスコに、作曲をポール・デュカスとナディア・ブーランジェに師事、ブーランジェには対位法の薫陶も受けた。この間、イタリアにも訪問している。1925年にヨーロッパで作曲された《フルート、クラリネット、ファゴットのための3つの小品》は、ピストンの最初の出版作品となった。
帰国後はマサチューセッツ州ベルモントに住み、1926年から1960年に引退するまで母校ハーヴァード大学で教鞭を執った。門人にサミュエル・アドラー、ルロイ・アンダーソン、アーサー・バーガー、レナード・バーンスタイン、エリオット・カーター、アーヴィング・ファイン、ジョン・ハービソン、フレデリック・ジェフスキー、ハロルド・シャピロらがいる。
1936年にCBSの委嘱により、アーロン・コープランドやルイス・グルーエンバーグ、ハワード・ハンソン、ロイ・ハリス、ウィリアム・グラント・スティルらとともに、同局のラジオ放送向けの新作を手がけることになる。ピストンは、ラジオ番組には小編成のオーケストラが似つかわしいと判断し、《ピアノと室内オーケストラのための小協奏曲》を提出した。翌1937年、《交響曲 第1番》はボストン交響楽団により1938年4月8日に初演される。
指揮者アーサー・フィードラーの求めに応じてボストン・ポップス・オーケストラのために作曲されたのが、ピストンの代表作かつ最も有名なバレエ音楽≪不思議な笛吹き≫。シェーンベルクに十二音技法を学んでからは、オルガン曲≪バッハの名による半音階的練習曲≫を作曲した。第二次世界大戦中はベルモントの空軍に所属し、ファンファーレなどの愛国的な作品を作曲した。
1943年には、コロンビア大学アリス・ディットソン基金の委嘱により《交響曲 第2番》を作曲した。これは翌1944年3月5日にワシントン・ナショナル交響楽団により初演され、ニューヨーク音楽評論家サークル賞を授与された。《交響曲 第3番》と《交響曲 第7番》はピューリッツァー賞に輝き、《ヴィオラ協奏曲》と《弦楽四重奏曲 第5番》によって再びニューヨーク音楽評論家サークル賞を受賞している。
ピストンの著作はいずれも音楽理論書で、『対位法』『管弦楽法』『和声論』の3冊がある。このうち『和声論』は、作曲者の存命中に4版を重ね、今日でも（後に別の執筆者の加筆・変更を経た版が）、和声の教師・学習者に重宝されている。ピストンの手稿譜は整然と書かれているために、自筆のオーケストラ・スコアがファクシミリで出版されるほどであり、ピストンは著作においても譜例を手ずから書いている。
ピストンは晩年、糖尿病のために視覚と聴覚を冒された。妻キャスリンが死去した1976年に、ピストンも心臓発作のためマサチューセッツ州ベルモントの自宅で没した。遺体は火葬されたのち、遺灰がマウント・オーバーン墓地に埋葬されている。

## 主要作品一覧

### 交響曲
- 第1番（英語版）（1938年）
- 第2番（1943年）
- 第3番（英語版）（1948年）
- 第4番（1950年）
- 第5番（1954年）
- 第6番（英語版）（1955年）
- 第7番（英語版）（1960年）
- 第8番（英語版）（1965年）
- シンフォニエッタ（1941年)

### 協奏曲・協奏的作品
- 弦楽四重奏と管弦楽のための協奏曲
- ピアノと室内オーケストラのための小協奏曲（1936年）
- ヴァイオリン協奏曲 第1番（1939年）
- オルガンと弦楽のための前奏曲とアレグロ（1943年）
- イングリッシュ・ホルン、ハープと弦楽のための幻想曲（1953年）
- 2台のピアノのための協奏曲（1958年）
- ヴィオラ協奏曲（1958年）
- ヴァイオリン協奏曲 第2番（1960年）
- ハープと弦楽のためのカプリッチョ（1963年）
- ヴァイオリンと管弦楽のための幻想曲（1970年）
- 弦楽四重奏、木管と打楽器のための協奏曲（1976年）

### 管弦楽曲
- 管弦楽のための組曲（1929年）
- 管弦楽のための協奏曲（1934年）
- バレエ音楽《不思議の笛吹き》（1938年）
管弦楽組曲版も存在する
- 吹奏楽のためのタンブリッジ・フェアー（1950年）
- 管弦楽のためのセレナータ（1957年）
- ニューイングランドの3つの情景（1960年）

### 室内楽・器楽曲
- フルート・ソナタ（1930年）
- ヴァイオリン・ソナタ（1939年）
- ヴァイオリンとチェンバロのためのソナチネ
- 弦楽四重奏曲（5曲、1933年 - 1962年）
- フルート五重奏曲（1942年）
- ピアノ五重奏曲（1949年）
- 木管五重奏曲（1956年）
- ピアノ四重奏曲（1964年）
- 弦楽六重奏曲（1964年）
- ピアノのためのパッサカリア（1943年）
- ピアノ・ソナタ

### 合唱曲
- 詩篇とダヴィデの祈り（1959年）

## 著作
- 『管弦楽法』戸田邦雄訳 音楽之友社 ISBN 9784276106901
- 『和声法』角倉一朗訳 音楽之友社 ISBN 9784276103214
Walter Piston and Mark Devoto (1987) Harmony. 5th ed.  New York:  Norton.  ISBN 0393954803.
- 『対位法』角倉一朗訳 音楽之友社 ISBN 9784276105645